# Ben Marshall
Ben Marshall (ur. 29 marca 1991 w Salford) – angielski piłkarz występujący na pozycji pomocnika w Norwich City.